# Вейдер (харонський кратер)
Вейдер (англ. Vader) — кратер на Хароні – супутнику Плутона. Це поки що неофіційна назва, дана на честь Дарта Вейдера із «Зоряних воєн». Кратера відкрив зонд New Horizons дорогою до Плутона.